# 康斯坦丁·布拉哈
康斯坦丁·布拉哈（德語：Constantin Blaha；1987年12月1日—）是一位奧地利跳水運動員。他擅長一米板和三米板項目。他代表奧地利參加了2008年北京奧運會的跳水比賽。他也多次參加世界游泳錦標賽。